# Contenu latent
Le contenu latent est une notion introduite par Freud en 1900 dans son ouvrage L'Interprétation des rêves, en même temps que celle de contenu manifeste du rêve qu'elle complète.

## Concept psychanalytique
Le contenu latent désigne l’ensemble des significations auquel conduit l’analyse du rêve. Il est le produit du travail d’interprétation : les pensées du rêve (ou contenu latent) sont antérieures à leur traduction manifeste, sont dissimulées derrière le contenu manifeste, et l’analyse consiste à suivre le parcours inverse du travail du rêve. La mise au jour du contenu latent permet de retrouver le sens véritable du rêve, déformé par divers mécanismes opérés par la censure de l’inconscient.
Par extension, la notion de contenu latent est appliquée à toute production de l’inconscient.

## Psychologie
En psychologie projective, l’analyse de la production du sujet vise à dégager ses contenus latents. Mais on utilise le terme de « sollicitations latentes » pour rendre compte des contenus sous-jacents susceptibles d’être figurés par le matériel manifeste du test même.

#### Texte freudien de référence
- Sigmund Freud,
  - L'interprétation des rêves, Tr. en français 1re éd. I. Meyerson (1926), Paris PUF, Nouvelle éd. révisée: 4e trimestre 1967, 6e tirage: 1987, février.  (ISBN 2 13 040004 3)
  - L'Interprétation du rêve, traduit par Janine Altounian, Pierre Cotet, René Laîné, Alain Rauzy et François Robert, OCF.P, Tome IV, P.U.F., 2003,  (ISBN 213052950X) ; dans Quadrige / P.U.F., 2010  (ISBN 978-2-13-053628-4).

#### Études
- J. Laplanche et J.-B. Pontalis, Vocabulaire de la psychanalyse, entrées: « Contenu latent », « Contenu manifeste », « Travail du rêve », Paris, P.U.F., 1re éd.: 1967, 8e édition: 1984,  (ISBN 2 13 0386210); 5e édition « Quadrige »: 2007,2e tirage: 2009  (ISBN 978-2-13-056050-0)
- Dans le Dictionnaire international de la psychanalyse (dir. Alain de Mijolla), © Calmann-Lévy: 2002,  © Hachette Littératures: 2005,
  - André Missenard, « latent », « manifeste », p. 962-963, 1011-1012.
  - Roger Perron, « Interprétation des rêves (L'-) », « rêve », p. 880-882, 1543-1545.